# Jokoszuka MXY-7 Óka
A Jokoszuka MXY-7 Óka (japánul: 櫻花, modern sindzsitaj helyesírással 桜花, Ōka, jelentése: cseresznyevirág) egy speciálisan egyszer használatos repülőgépnek tervezett, rakétahajtású, emberi irányítású, hajók ellen bevethető kamikaze rohamrepülőgép, amelyet Japán használt a második világháború végén. Az Amerikai Egyesült Államok tengerészei a baka gúnynevet adták neki, ami japánul idiótát, hülyét jelent.

## Története
A japán hadvezetés 1944 szeptemberében elhatározta a kamikaze bevetéseket. Az Ókát könnyű volt előállítani, hisz csak fából készült. A gép egy 1200 kg-os robbanófejet szállított, amit az orrban hordozott. A háború alatt 852 db-ot gyártottak belőle. Az Ókát egy G4M bombázó szállította. Legénysége 1 fő volt, utazósebessége 650 km/h, végsebessége elérte a 930 vagy akár az 1000 km/h-t is.

## Fordítás
Ez a szócikk részben vagy egészben  a   Yokosuka MXY7 Ohka című angol Wikipédia-szócikk ezen változatának fordításán alapul.  Az eredeti cikk szerkesztőit annak laptörténete sorolja fel. Ez a jelzés csupán a megfogalmazás eredetét és a szerzői jogokat jelzi, nem szolgál a cikkben szereplő információk forrásmegjelöléseként.

### magyarul
- Kamikaze sors (magyar nyelven). Jetfly.hu, 2010. január 5. (Hozzáférés: 2014)